# Cá voi mõm khoằm True
Cá voi mõm khoằm True, tên khoa học Mesoplodon mirus, là một loài động vật có vú trong họ Ziphiidae, bộ Cetacea. Loài này được True mô tả năm 1913.

## Hình ảnh

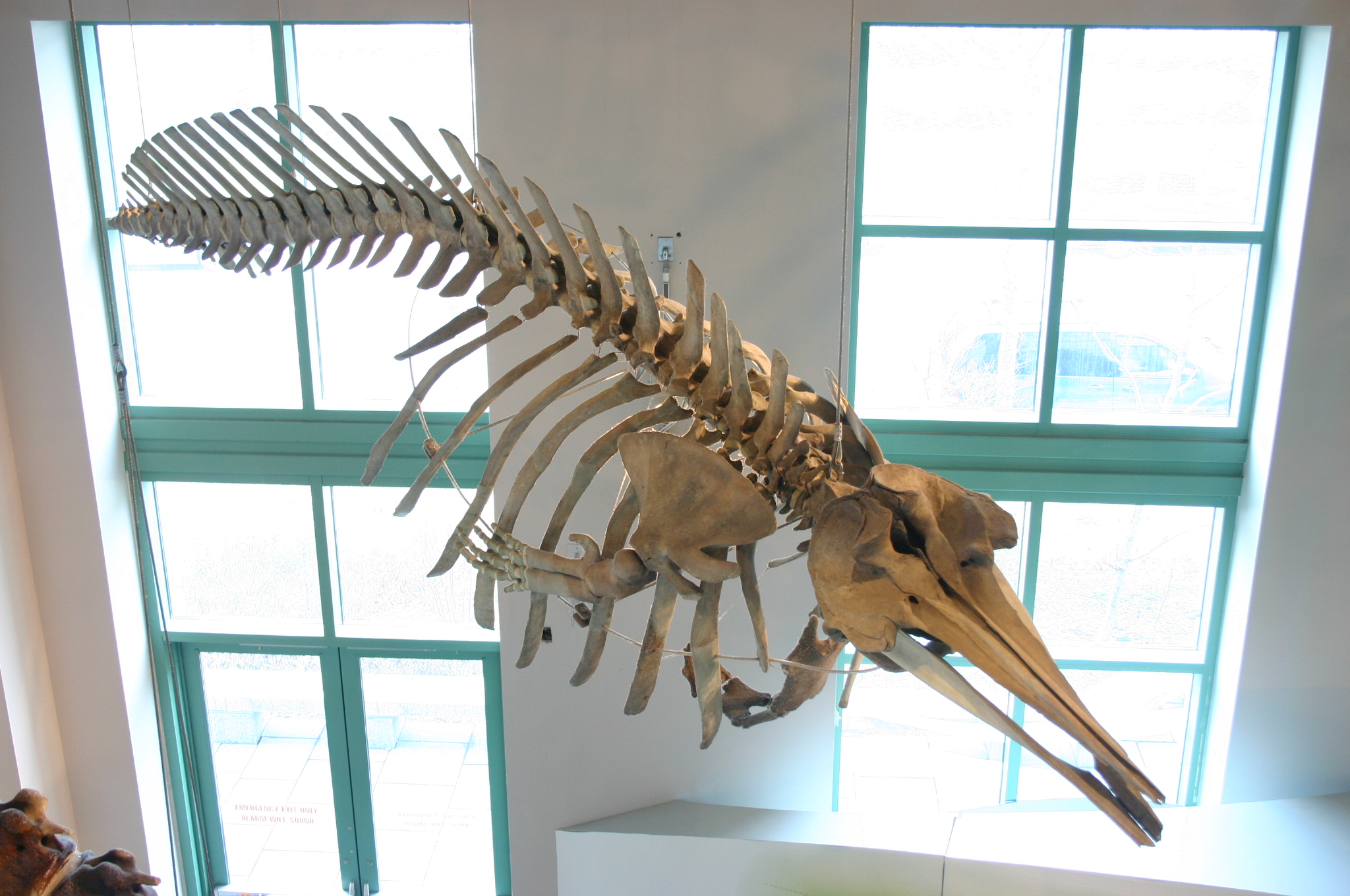